# М111-90

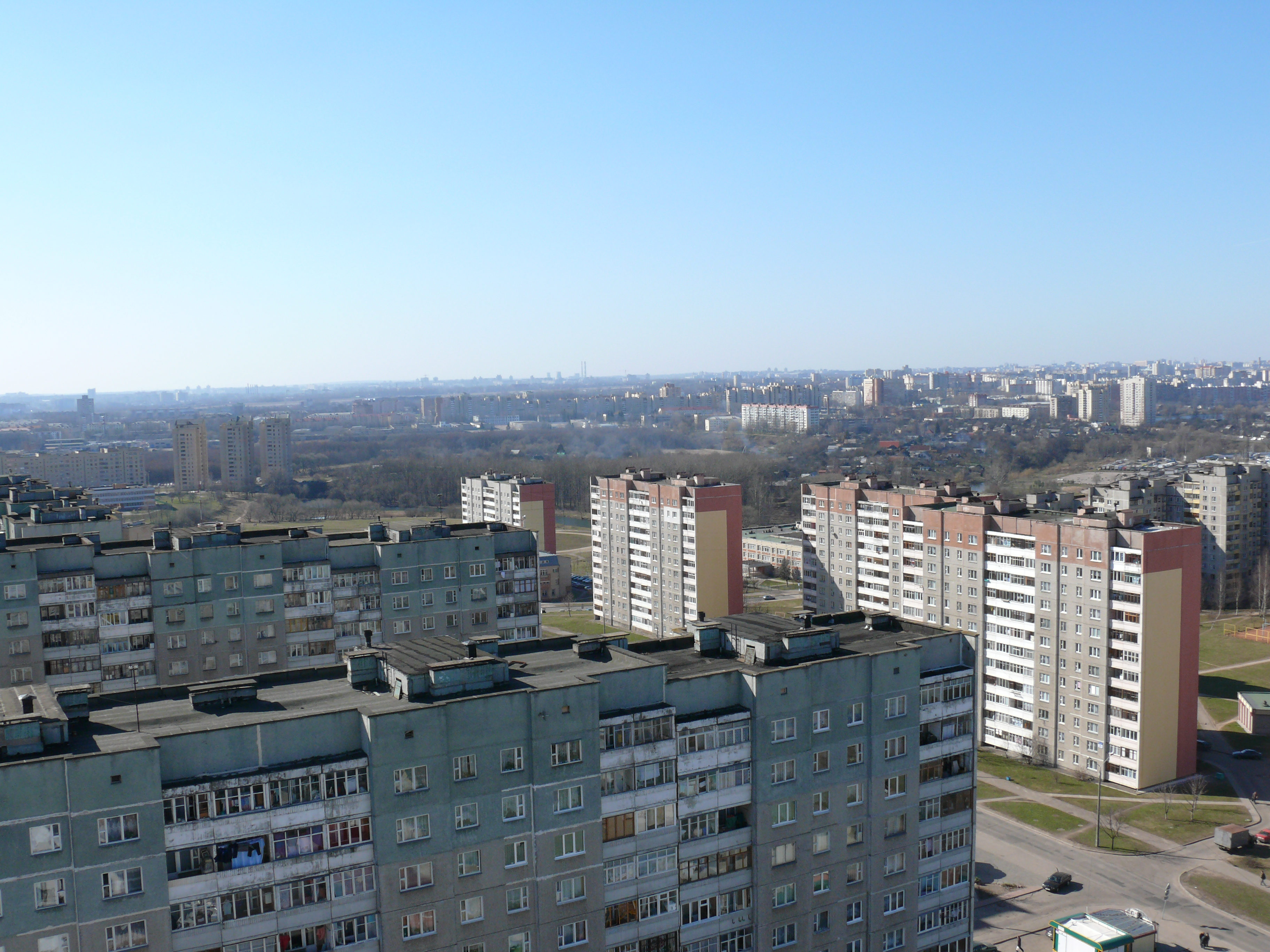
Дома серии М111-90

М111-90 — типовая серия панельных домов, спроектированная в середине 1970-х годов и производящаяся на ДСК-1, ДСК-2 города Минска с 1976 года. Данная серия — одна из самых массовых в Минске. Дома этой серии есть также в Жодино, Борисове и других городах Беларуси.
Серия является модификацией серии 111-90, дома которой можно встретить в Новосибирске, Казани, Великом Новгороде и Ростове-на-Дону.
С начала 1980-х годов эти дома стали возводить практически во всех новых микрорайонах Минска: например, в Юго-Западе, Малиновке, Уручье и Серебрянке. Дома данной серии выпускаются и по сей день. С 1983 года появилась 16-этажная модификация, а с 1997 года — 19-ти. В 1998 году появилась модификация 12-этажной версии, именуемая БС40—БС41. В 1983 году в Полоцке построен 9-этажный дом этой серии.

## Конструктивные особенности
Дома данной серии имеют яркую конструктивную особенность — наличие незадымляемых переходов между лестничной клеткой и лифтовым холлом. Экраны этих переходов имеют разнообразное оформление (12-этажная модификация). Однако, в поздних 12-этажных модификациях (БС40—БС41) от них отказались.
|                           | М111-90    | М111-90    | БС40—БС41  |
| ------------------------- | ---------- | ---------- | ---------- |
| Годы                      | 1976—1997  | с 1983     | с 1998     |
| Этажность                 | 9, 12      | 16—19      | 10         |
| Квартир на этаже          | 4 или 6    | 7          | 4—5        |
| Высота этажа, м           | 2,64       | 2,64       | 2,64       |
| Толщина наружных стен, мм | 300        | 350        | 350        |
| Толщина перекрытий, мм    | 160        | 160        | 160        |
| Санузел                   | раздельный | раздельный | раздельный |

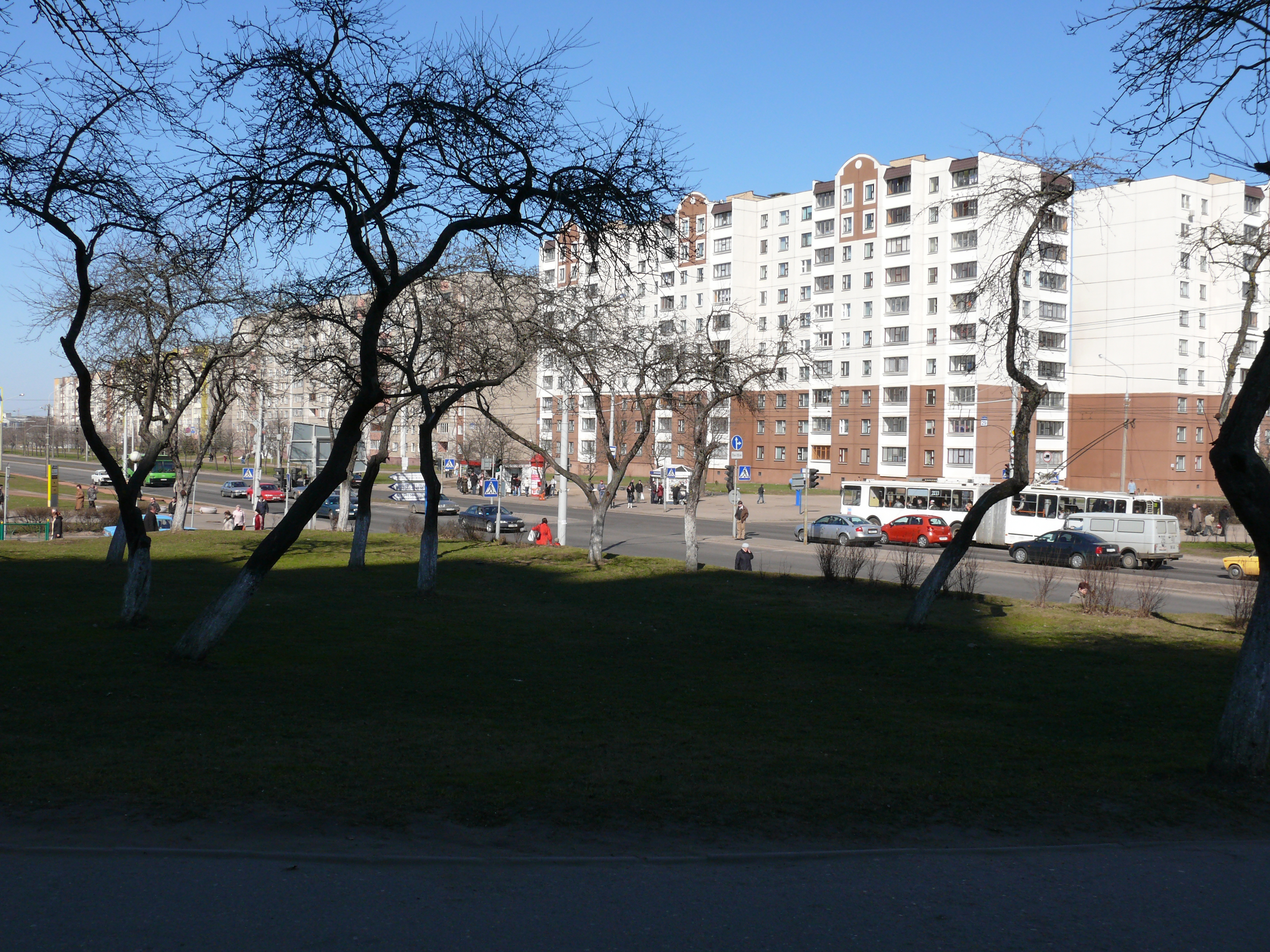
Дом серии БС-40

Жилые здания серии М111-90 возводятся в двух вариантах: это многосекционные 9-, 10-этажные и односекционные 16—19-этажные. В точечных односекционных жилых домах широко используются кухни с эркерами, развитые по площади летние помещения с увеличенной площадью остекления и пониженным глухим экраном ограждения. В 9-, 10-этажных жилых домах возможно устройство квартир в двух уровнях. Толщина наружных стеновых панелей этой серии — 300 мм, при этом слой утеплителя — 160 мм. Конструктивный шаг — 3,6 м, высота этажа — 2,8 м. Горизонтальный наружный стык гребневый.
Железобетонные изделия к конструкции для 10—19-этажных домов серии М 111-90 выпускает завод КПД-3. При строительстве нижних этажей и особенно технического подполья в 19-этажных домах применяется бетон марки 400. Для строительства последующих этажей применяется бетон марки 300 и затем марки 200.

## Критика
На долговечность зданий серии М111-90 в значительной мере влияет несовершенство конструкции стыков панелей: недостаточная гибкость связей в стыках, не герметичность заполнения мастикой и т. д.
Это вызывает протечки, коррозию закладных деталей, продувание помещений, а, следовательно, неудовлетворительный температурно-влажностный режим.
Стыки находятся в неудовлетворительном состоянии и нуждаются в ремонте и заделке, это основная проблема зданий данной серии.